# الدوري الإيراني الدرجة الثانية 1993–94
الدوري الإيراني الدرجة الثانية 1993–94 هو موسم من الدوري الإيراني الدرجة الثانية. فاز فيه Naft Ghaemshahr F.C. ‏.